# 路德维希·阿道夫·蒂莫特乌斯·拉德尔科菲

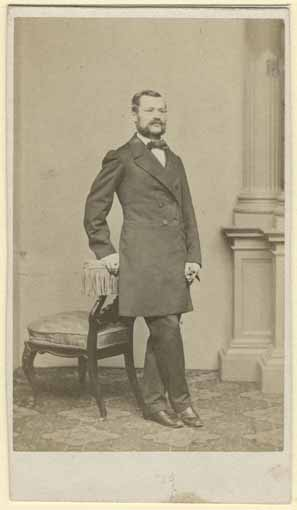
路德维希·阿道夫·蒂莫特乌斯·拉德尔科菲

路德维希·阿道夫·蒂莫特乌斯·拉德尔科菲（德語：Ludwig Adolph Timotheus Radlkofer）（1829年12月19日—1927年2月16日）是德国植物学家。 
拉德尔科菲出生于慕尼黑，于1855年在耶拿大学获得哲学博士学位，1859年，被聘任為慕尼黑大學植物学教授，同时担任宁芬堡宫植物园副园长兼标本馆长，1892年成为植物博物馆长，1913年成为终身教授，1927年，在他出生的同一房间内逝世。
他对无患子科植物有很深的研究，他在慕尼黑保存有从世界各地给他送来的标本。